# Георги Пирински
Георги Пирински (буг. Георги Пирински) је бугарски политичар пореклом из Пиринске Македоније.
Рођен је 10. септембра 1948. године, у граду Њујорк, САД. Од 1952. живи у Бугарској.
У Бугарској је био на различитим политичким функцијама, међу којима је и функција министра за спољне послове. Од 11 јула 2005. године је председник Скупштине Бугарске.
Георги Пирински је син македонског емигрантског активиста у Северној Америци, Георгија Пиринског Старијег.